# Karriol

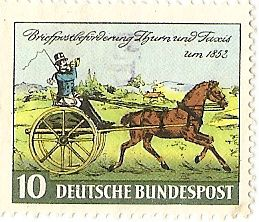
Karriol på ett tyskt frimärke

Karriol. Detta ensitsiga, tvåhjuliga, åkdon förknippar man främst med Norge, men det kommer ursprungligen från Italien. Karriol är en diminutivform av gallolatinets carro och betyder liten kärra. I Skandinavien har karriolen funnits åtminstone sedan cirka 1700. Med sin låga tyngdpunkt och sina höga hjul tog den sig säkert och snabbt fram på dåliga vägar och fjällstigar.
Karriolen hade länge varken trä- eller stålfjädrar; i stället gav de långa, elastiska skalmarna fjädring. Korgen var placerad ett stycke framför axeln, varför hästen fick bära en del av körkarlens vikt. En viss balans kunde åstadkommas genom att bagaget och/eller skjutspojken placerades bakom axeln. Där fanns det ofta en bräda eller låda (för last t. ex. post). 
Från cirka 1850-talet utvecklades den klassiska, lätta, karriolen, där den åkande satt i en oval, långsträckt, "liggstol". Karriolens storhetstid var från 1850-talet och 30 år framåt, då den var det dominerande åkdonet inom det norska skjutsväsendet. Runt sekelskiftet konstruerades en s.k. patentkarriol med ett mera giggliknade utseende och försedd med stålfjädrar.